# Open Parc Auvergne-Rhône-Alpes Lyon 2021
L'Open Parc Auvergne-Rhône-Alpes Lyon 2021 è stato un torneo di tennis giocato sulla terra rossa nella categoria ATP Tour 250 nell'ambito dell'ATP Tour 2021. È stata la quarta edizione del torneo. Si è giocato dal 17 al 23 maggio 2021 al Vélodrome Georges Préveral del Parc de la Tête d'Or di Lione, in Francia.

## Partecipanti al singolare

### Teste di serie
| Nazionalità | Giocatore             | Ranking* | Testa di serie |
| ----------- | --------------------- | -------- | -------------- |
| Austria     | Dominic Thiem         | 4        | 1              |
| Grecia      | Stefanos Tsitsipas    | 5        | 2              |
| Argentina   | Diego Schwartzman     | 10       | 3              |
| Belgio      | David Goffin          | 13       | 4              |
| Francia     | Gaël Monfils          | 15       | 5              |
| Italia      | Jannik Sinner         | 18       | 6              |
| Canada      | Félix Auger-Aliassime | 21       | 7              |
| Russia      | Karen Chačanov        | 24       | 8              |

* Ranking al 10 maggio 2021.

### Altri partecipanti
I seguenti giocatori hanno ricevuto una wild card per il tabellone principale:
- Benjamin Bonzi
- Dominic Thiem
- Stefanos Tsitsipas

I seguenti giocatori sono entrati nel tabellone principale passando dalle qualificazioni:

- Kamil Majchrzak
- Mikael Ymer
- João Sousa
- Grégoire Barrère

I seguenti giocatori sono entrati nel tabellone principale come lucky loser:
- Arthur Rinderknech
- Thiago Seyboth Wild

### Ritiri
Prima del torneo
- Jérémy Chardy → sostituito da  Yoshihito Nishioka
- Taylor Fritz → sostituito da  Cameron Norrie
- Matteo Berrettini → sostituito da  Corentin Moutet
- Daniel Evans → sostituito da  Pierre-Hugues Herbert
- John Millman → sostituito da  Gilles Simon
- Lorenzo Sonego → sostituito da  Lorenzo Musetti
- Lloyd Harris → sostituito da  Thiago Seyboth Wild
- Albert Ramos Viñolas → replaced by  Arthur Rinderknech

## Partecipanti al doppio

### Teste di serie
| Nazione       | Giocatore             | Nazione | Giocatore              | Ranking* | Testa di serie |
| ------------- | --------------------- | ------- | ---------------------- | -------- | -------------- |
| Francia       | Pierre-Hugues Herbert | Francia | Nicolas Mahut          | 27       | 1              |
| Finlandia     | Henri Kontinen        | Francia | Édouard Roger-Vasselin | 46       | 2              |
| Francia       | Jérémy Chardy         | Francia | Fabrice Martin         | 55       | 3              |
| Nuova Zelanda | Marcus Daniell        | Austria | Philipp Oswald         | 76       | 4              |

* Ranking al 10 maggio 2021.

### Altri partecipanti
Le seguenti coppie hanno ricevuto una wildcard per il tabellone principale:
- Grégoire Barrère /  Albano Olivetti
- Petros Tsitsipas /  Stefanos Tsitsipas

La seguente coppia ha avuto accesso al tabellone principale con il ranking protetto:
- Marc López /  Fabrice Martin

### Ritiri
Prima del torneo
- Jérémy Chardy /  Fabrice Martin → rimpiazzati da  Marc López /  Fabrice Martin
- Marcus Daniell /  Philipp Oswald → rimpiazzati da  André Göransson /  Andrėj Vasileŭski
- Jonathan Erlich /  Lloyd Harris → rimpiazzati da  Artem Sitak /  João Sousa
- John Millman /  Divij Sharan → rimpiazzati da  Sander Arends /  Divij Sharan
- Aisam-ul-Haq Qureshi /  Andrea Vavassori → rimpiazzati da  Oleksandr Nedovjesov /  Andrea Vavassori

## Punti e montepremi
| Torneo          | V       | F       | SF      | QF      | 2T     | 1T     | Q    | Q2     | Q1     |
| Singolare       | 250     | 150     | 90      | 45      | 20     | 0      | 12   | 6      | 0      |
| Premi in denaro | €41 145 | €29 500 | €21 000 | €14 000 | €9 000 | €5 415 | N.D. | €2 645 | €1 375 |
| Doppio          | 250     | 150     | 90      | 45      | N.D.   | 0      | N.D. | N.D.   | N.D.   |
| Premi in denaro | €15 360 | €11 000 | €7 250  | €4 710  | N.D.   | €2 760 | N.D. | N.D.   | N.D.   |

## Campioni

### Singolare
Stefanos Tsitsipas ha sconfitto in finale  Cameron Norrie con il punteggio di 6-3, 6-3.
- È il settimo titolo in carriera per Tsitsipas, il secondo della stagione.

### Doppio
Hugo Nys /  Tim Pütz hanno sconfitto in finale  Pierre-Hugues Herbert /  Nicolas Mahut con il punteggio di 6-4, 5-7, [10-8].